# Fábrica de Licores de Antioquia
La Fábrica de Licores de Antioquia (FLA) es una empresa colombiana que elabora licores y alcoholes para el mercado nacional e internacional.
Es una organización con más de cien años elaborando licores y alcoholes para mercados locales, nacionales e internacionales; es la industria licorera número uno en Colombia. Está constituida como dependencia adscrita a la Secretaría de Hacienda del departamento de Antioquia.
Es la primera empresa productora de bebidas espirituosas en Colombia con un 52.8% de participación en volumen en el mercado nacional y en valor con un 55.11%. Tiene un área total de 124.841 m² y un área construida de 53.171 m². Cuenta además con edificios administrativos, tanques de almacenamiento de mieles y alcoholes, planta de fermentación y destilación, planta de envasado y preparación, y cuatro bodegas de añejamiento. 
La FLA tiene tecnología que permite, a partir de melazas de la caña de azúcar y de un proceso de fermentación y destilación, obtener alcohol para tafia de ron que permite elaborar Ron Medellín (3, 8 y 12 Años), los cuales son añejados naturalmente en barriles de roble americano y a condiciones ideales.

## Reseña histórica
En 1910 Nacen las Juntas Administradoras que le dan a cada departamento potestad para administrar la renta de los licores. El 1 de enero de 1920, bajo la Ordenanza N. °38 de 1919, se crea en un edificio viejo y acondicionado que ocupaba 16 hectáreas de terreno en el sector de la América, un barrio de Medellín, recibiendo el nombre popular de "EL SACATÍN", predecesora de la Fábrica de Licores, que se encargaría de administrar la producción y venta de licores en Antioquia.
En el año 1934 se adquiere la primera destiladora con una capacidad de 2.000 botellas diarias, y sólo dos años después, se adquiere un equipo mejorado con capacidad para producir 6.000 botellas diarias, un logro que se suma a la obtención de la torre de destilación, calderas y otros elementos claves en el proceso de producción de licores, alcoholes y afines. En 1947 se empiezan a producir 16.000 botellas en 16 horas de trabajo continuo, y a raíz de esta masificación en la producción, se determina la necesidad de construir una planta con mayor capacidad en la Autopista Sur, idea que se empieza a llevar a cabo el primero de febrero de 1968 cuando se pone la primera piedra de la estructura y dos meses después se inaugura la planta actual con una extensión inicial de 96.000 m² y de 23.000 m² de área construida. La inversión total aproximada fue de 65 millones de pesos. Hacia la década de los 90, se amplía el tren de envase, se adquieren máquinas enjuagadoras, lavadoras, tapadoras, y otras que mejoran considerablemente el proceso industrial de los licores. Entre el 2004 y el 2006 se moderniza el Sistema de Control y Fermentación.
En el 2008 tienen lugar varios momentos importantes: se implementa un nuevo esquema de comercialización, se mejora la infraestructura, se lanzan las nuevas campañas de mercadeo de los productos, se obtienen distinciones en concursos de talla internacional y se lanzan algunas marcas en otras regiones del país y del mundo. 
En el 2009, la FLA es destacada en la edición especial de Portafolio como una de las empresas más poderosas, como la empresa mejor gerenciada y con el mejor Gerente de Colombia y en el 2011 la Compañía es catalogada por Goodwill Comunicaciones y Reputación Institute, como una de las 100 empresas con mayor reputación a nivel nacional.
Actualmente con la entrega y sentido de pertenencia de un equipo de trabajo de aproximadamente 350 personas; esta empresa sigue creciendo en la industria colombiana con productos como Aguardiente Antioqueño Tradicional, Aguardiente Antioqueño Sin Azúcar, Aguardiente Real 1493, Ron Medellín Añejo, Ron Medellín Extra Añejo, Ron Medellín Gran Reserva, Crema de Ron Medellín Extra Añejo, Crema de Menta, Crema de Café Colombia, Vodka Montesskaya Tradicional, Vodka Montesskaya Saborizados, Barú Hard Seltzer e HidraTAO; productos altamente posicionados y competitivos en el mercado por su exquisito sabor y calidad.
Sus ambiciosos programas se han caracterizado siempre por la seriedad en el estudio y ejecución de los mismos y con ello se ha logrado que tantos años de historia y esfuerzos se consoliden sobre sólidos cimientos.